# أوسكار لورينزو فرنانديز
أوسكار لورينزو فرنانديز (بالبرتغالية: Oscar Lorenzo Fernández) هو ملحن برازيلي، ولد في 4 نوفمبر 1897 في ريو دي جانيرو في البرازيل، وتوفي بنفس المكان في 27 أغسطس 2015.

## وصلات خارجية
- أوسكار لورينزو فرنانديز على موقع IMDb (الإنجليزية)
- أوسكار لورينزو فرنانديز على موقع ميوزك برينز (الإنجليزية)
- أوسكار لورينزو فرنانديز على موقع ديسكوغز (الإنجليزية)